# テスコ (建設)
株式会社テスコは、東京都三鷹市に本社を置くすかいらーくグループを中心とする商業施設の建設や改装を行う企業である。

## 沿革
- 1952年 - 龍田ゴム工業株式会社を設立。
- 1955年 - 山梨化成工業株式会社に社名変更。
- 1963年 - 株式を店頭公開（現在のジャスダック）。
- 1987年 - すかいらーくの子会社のオールサービスと合併し、すかいらーくの子会社となり現社名に変更。
- 2006年 - 乃村工藝社の連結子会社になる。
- 2008年 - 壁紙の製造から撤退。株式交換により乃村工藝社の完全子会社となり、上場廃止。
- 2017年 - シンメンテホールディングスの完全子会社となる。